# Сай, Алексей Григорьевич
Алексей Григорьевич Сай (30 марта 1926 года, село Саевка, Пятихатский район, Днепропетровская область, УССР — 31 августа 1997 года, Миллеровский район, Ростовская область) — комбайнёр Миллеровской МТС Миллеровского района Ростовской области. Герой Социалистического Труда (1951).

## Биография
Родился Алексей Григорьевич 30 марта 1926 года в селе Саевка Пятихатском районе Днепропетровской области в большой крестьянской семье. Когда Алексею Сай было девять лет умер отец — участник гражданской войны. В школе окончил семь классов, затем школу механизаторов, был штурвальным, в начале Великой Отечественной войны работал комбайнёром. Был в эвакуации в Сталинской области, потом вернулся с семьёй в Ростовскую область, где на станции Лозовой попал под бомбёжку, получил ранение, но на фронт не взяли, был комиссован. Работал механизатором на станции Лозовой, затем комбайнёром.  В 1947 году уехал в город Миллерово, работал Алексей Григорьевич в Миллеровской машинно-тракторной станции, зимой был ремонтником, а летом работал  в колхозе имени Ворошилова комбайнёром.
В 1947—1957 годах участвовал в уборке урожая на севере СССР. Несмотря на тяжёлые условия труда: убирали урожай своими комбайнами, была отдалённость от жилья и дорог, спали в лесу при ночной температуре от 4 до 10 градусов тепла, Алексей Григорьевич Сай добился высоких показателей по уборке и обмолоте зерновых и масличных культур в Омской области и был удостоен в 1951 году звания Героя Социалистического Труда с вручением ордена Ленина и золотой медали «Серп и Молот». Эту высокую награду А. Г. Сай получил первый в Миллеровском районе.
С 1955 года — член КПСС. В 1960 году окончил Борисоглебский сельскохозяйственный техникум и получил специальность — техник-механик, затем вернулся работать в Миллеровскую ремонтно-тракторную станцию, позже был заведующим автопарком, заместителем управляющего Миллеровской «Сельхозтехники». В 1968 году окончил школу руководящих кадров в Новочеркасске и работал до 1974 года начальником дорожного участка № 479, после на Миллеровском горпищекомбинате. С 1978 года Алексей Григорьевич на пенсии.
Алексей Григорьевич Сай — депутат Каменского областного и Криворожского районного Советов, был членом Ростовского и Каменского обкома КПСС, Криворожского РК КПСС, участвовал во Всесоюзной сельскохозяйственной выставке, был награждён «Большой золотой» и «Малой серебряной» медалями с вручением ценных подарков.
Скончался Алексей Григорьевич 31 августа 1997 года.

## Награды
- Герой Социалистического Труда (1951);
- Орден Ленина (1951);
- Медаль «Серп и Молот» (1951).